# Eddie Buczynski
Edmund „Eddie“ Buczynski (28. ledna 1947 New York – 16. března 1989 Sandy Springs, Georgie) byl americký wiccanský kněz, archeolog a aktivista za gay práva, jež založil dvě wiccanské tradice: Welsh Traditionalist Witchcraft „Velšské tradicionalistické čarodějnictví“ a The Minoan Brotherhood „Mínojské bratrstvo“.
Buczynski se narodil do dělnické rodiny v New Yorku a původně plánoval stát se římsko-katolickým knězem. Poté však tuto ideu opustil, akceptoval svoji homosexualitu a přestěhoval se do Greenwich Village a stal se součástí místní gay komunity. Seznámil se také s wiccany Leem Martellem a Hermanem Slaterem, přičemž s druhým z nich navázal vztah a založil okultní obchod The Warlock Shop. Následně byl zasvěcen do covenu New Haven vedeného Gwen Thompson, kde nakonec získal pozici velekněze. V roce 1972 založil svůj vlastní coven a tradici Welsh Traditionalist Witchcraft, kterou přes následný úspěch opustil a již v roce 1973 byl zasvěcen do gardneriánské Wiccy.
V roce 1974 byl vysvěcen v kemetistické Church of the Eternal Source „Církvi věčného zdroje“ a v roce 1977 založil svou druhou wiccanskou tradici – Mínojské bratrstvo, určenou pro gay a bisexuální muže. Následně obrátil svou pozornost k akademické sféře a v letech 1980 až 1985 se věnoval získání bakalářského titulu z klasické archeologie na Hunter College, čemuž následovalo získání magisterského titulu na Bryn Mawr College v roce 1988. V témže roce mu byl diagnostikován AIDS a v souvislostí s tím zemřel roku 1989 na toxoplazmózu. Těsně před svou smrtí konvertoval zpět k římskému katolicismu. V roce 2012 byla publikována biografie Eddieho Buckyzinského Bull of Heaven „Nebeský býk“ pohanského autora Michaela G. Lloyda.